# David Jensen (Hörfunkmoderator)
David „Kid“ Jensen (* 4. Juli 1950 in Victoria, British Columbia) ist ein kanadischer Hörfunkmoderator.
Jensen wurde durch seine Sendungen bei RTL Radio Luxemburg und der BBC bekannt. Bis Ende 2013 war David Jensen bei Capital Gold zu hören. Außerdem präsentiert Jensen die Dauerwerbesendung für die Musikkollektion Solid Gold Hits, die unter anderem auf Super RTL zu sehen ist. In den 1980er Jahren war David Jensen Moderator der Sky Trax UK Top 40 Chartshow.